# Souimanga à plastron rouge
Cinnyris afer
Espèce
Statut de conservation UICN

 LC UICN 3.1 : Préoccupation mineure
Le Souimanga à plastron rouge (Cinnyris afer) est une espèce de passereaux de la famille des Nectariniidae.

## Répartition
Il se reproduit dans l'ouest et le sud de l'Afrique du Sud. 

## Habitat
Il est principalement résident, mais peut migrer dans le nord-est de son domaine de répartition. Il est commun dans les jardins, les fynbos, les lisières de forêts et les broussailles côtières.

## Description
Il mesure en moyenne 14 cm de long. Le mâle adulte a la tête, le dos et le haut de la poitrine d'un vert métallique. Il a une large bande rouge brillant sur la poitrine, séparé du vert par une étroite bande bleu métallique. Le reste des parties inférieures est gris pâle. Lors de la parade nuptiale, on peut apercevoir des touffes de plumes jaunes sur les épaules. Comme chez les autres souimangas le bec est long et recourbé. Le bec et les pattes sont noirs. L'œil est brun foncé. Le mâle se distingue du Souimanga chalybée par la plus petite taille de ce dernier, sa bande rouge pectorale plus étroite et son bec plus court. L'appel est un dur chut-chut-chut, et le chant un mélange aigu de pépiements et gazouille, plus riche que celui du Souimanga chalybée.

## Comportement
Il vit seul ou en couple.  Son vol est diroit et rapide.

## Reproduction
Il se reproduit toute l'année avec un pic de juillet à novembre. Le nid ovale et fermé est construit à partir d'herbes, de lichens et d'autres matières végétales, liés ensemble par des toiles d'araignée. Il a une entrée latérale qui a parfois un porche, et est bordée de plumes.

## Alimentation
Il se nourrit principalement de nectar des fleurs, mais consomme un peu de fruits, d'insectes et d'araignées en particulier lorsqu'il nourrit ses petits. Il a l'habitude de voler sur place en face de toiles d'araignées qu'il veut extraire. Il peut faire de même pour se nourrir de nectar, mais généralement il se perche pour le faire.